# Иван Неврокопски (политик)
 Тази статия е за българския политик от XX век.  За българския общественик и политик от XIX - XX век вижте Иван Неврокопски (общественик).  
Иван Спасов Неврокопски е български общественик и политик от Македония.

## Биография
Роден е на 12 декември 1926 година в горноджумайското село Крупник. Негов брат е политикът и юрист Крум Неврокопски. Иван завършва гимназия в град Горна Джумая (днес Благоевград) в 1945 година. Следва право в Софийския университет, но по политически причини е осъден и лежи в затвори и в лагери в периода от 1950 до 1962 година и не успява да завърши. От 1962 до 1974 година работи като билкозаготвител в Централния кооперативен съюз - Благоевград, а от 1975 до 1989 година - като строителен работник в ЦКС - Своге и „Софстрой“. От 1990 година е член на Съюза на репресираните, като от същата година е член на ръководството на организацията. От 1991 до 1994 година е председател на Съюза, а от 1994 година - негов секретар. В 1990 година става член на Българския земеделски народен съюз. От 1989 до 1994 година е член на Националния координационен съвет на Съюза на демократичните сили. Става депутат от Перник в VII велико народно събрание, като става и председател на Комисията по национална сигурност. Депутат е от София-окръг в XXXVII народно събрание от парламентарна група на коалицията Народен съюз - Български земеделски народен съюз, Демократическа партия. Напуска парламентарната група на Народния съюз и става член на парламентарна група „Единство“ в 1997 година.